# 神圣龙属
神圣龙（属名：Hierosaurus，意为“神圣的蜥蜴”）是结节龙科甲龙类已灭绝的一个属，生存于8700至8200万年前的晚白垩世，化石发现于西堪萨斯州奈厄布拉勒组的烟山白垩岩段，该段晚白垩世期间可能位于西部内陆海道中部附近。

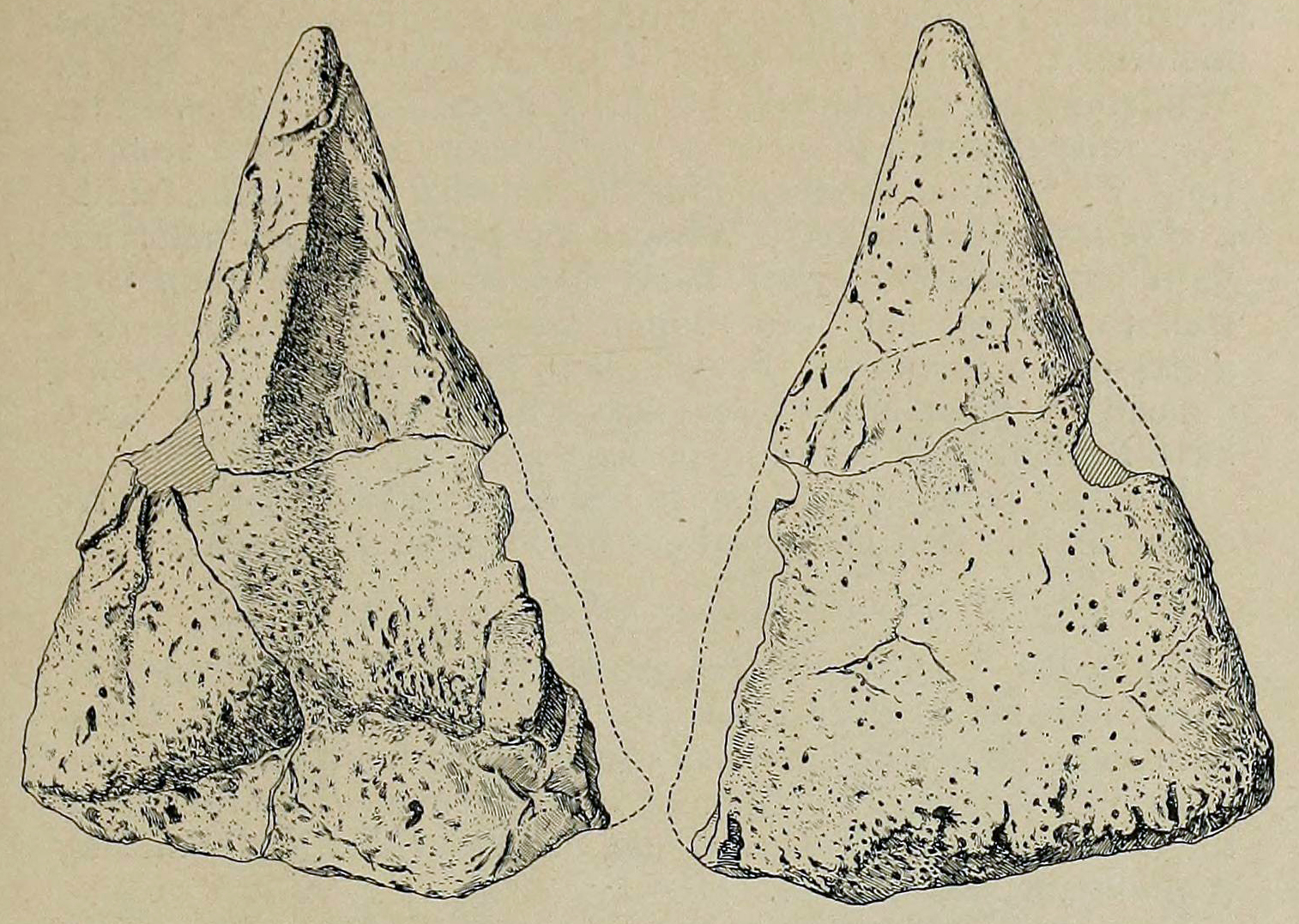
神经棘

该属的唯一种斯氏神圣龙（Hierosaurus sternbergii）由乔治·威兰（George Wieland）根据查尔斯·黑泽留斯·斯腾伯格在西堪萨斯州尼奥布拉拉组收集的颅骨及颅后皮内成骨所描述。神圣龙目前被视为疑名，第二个物种科氏神圣龙也在1995年独立建属，命名为奈厄布拉勒龙。